# Владімір Длоугі (актор)
Владімір Длоугі (чеськ. Vladimír Dlouhý; 1958—2010) — чеський актор театру і кіно. Як актор другого плану двічі ставав лауреатом вищої національної кінопремії країни «Чеський лев»: у 2008 році за роль у фільмі «Сторож № 47» і в 2010 — за фільм «Каінек». Також номінувався на цю премію за фільм «Бумеранг» в 1997 році. За словами чеського кінокритика Ярослава Седлачек, Длоугі був «одним з кращих акторів свого покоління».
Популярність Володимиру Длоугі прийшла в дванадцять років після дебютної ролі в картині «Я вмію стрибати через калюжі», поставленої Карелом кахин за мотивами однойменної повісті Алана Маршалла. Герой Длоугі — обожнює коней хлопчик Адам, який хворіє на поліомієліт, але мріє знову повернутися в сідло.
Помер 20 червня 2010 року після тривалої боротьби з раком. Йому було 52 року.

## Вибрана фільмографія
- Арабелла (1979) — Петро Майєр
- Метелики (1991)
- Арабелла повертається (1993) — Петро Майєр